# 촉영부성
촉영부성(중국어 정체자: 燭影斧聲, 병음: zhú yǐng fǔ shēng)은 “촛불 그림자와 도끼 소리”라는 뜻이다. 송 태조의 의문스러운 죽음과 송 태종의 미심쩍은 제위 계승 과정을 가리킨 사자성어다.
개보 9년 10월 20일(서기 976년 11월 14일) 밤, 태조 조광윤이 급사하고 동생 조광의가 제위에 올랐다. 그가 곧 송 태종이다. 그런데 그 즉위는 당초부터 의문시되었다. 태조에게는 태자로 건저하지는 않았지만 이미 장성한 아들이 여럿 있었기 때문이다. 더구나 이미 인사불성 상태였던 태조의 침전에 당시 진왕이었던 조광의가 병문안을 하겠다고 달려갔다가 태조의 죽음이 공표되었기에, 태종이 형 태조를 살해하고 즉위한 것이 아니냐는 의혹이 제기되었다.
태종은 자신의 즉위가 태조의 유언이었고, 형제들의 어머니 소헌태후의 유언(소위 금궤지맹)에서 조씨 가문의 남자들이 연령순으로 즉위하도록 되어 있어서 이에 따라 즉위했다고 주장했다. 그러나 태종은 즉위한 이후 태조의 아들 조덕소, 그리고 소위 금궤지맹에 따라 다음 황제가 되어야 할 동생 조정미를 죽게 만들고 자기 아들 조덕창에게 제위를 물려주었다.
또한 황제가 붕어하고 개원할 경우 붕어 이듬해에 연호를 고치는 유년개원을 하는 것이 상례인데 태종이 즉위한 동시에 태평흥국으로 개원한 것도 태조에 대한 비례에 해당하여 의혹을 증폭시켰다.

## 관련 기록 및 전승
『송사』 「태조기」에서는 태조의 사인을 언급하지 않고 단지 죽었다는 사실만 기록되어 있다. 사찬사서・필기(동시대 또는 조금 후대의 인물이 쓴 것들)을 보면 저자들마다 각자 기록을 보여주는데, 그 대부분이 회삽난해하다.
항간에 여러 전설이 생겨났는데, 그 중에 승문영의 『상산야록』에 전하는 「부성촉영」이 가장 널리 유포되었다.
눈 내리는 밤 태조가 진왕을 불러 주위를 물리치고 단 둘이서 만세전에서 술을 마셨다. 한밤중에 격자창의 흔들리는 촛불 빛 너머로 이리저리 피하는 진왕과 도끼로 눈을 때리는 태조의 그림자가 보였다. 태조가 “잘 하라, 잘 하라”고 외치는 소리도 들렸다. 그 후로 태조가 코를 고는 소리만 들렸고, 동틀 무렵이 되자 진왕이 나와 태조의 승하를 모두에게 고했다.
황당무계한 이야기지만, 태조가 죽은 현장에 유일하게 있던 사람이 태종이었다는 점에서 태조의 사인을 은폐하는 듯하면서 행간에서 진실을 전하고 있다고 볼 수도 있다.
사마광은 『속수기문』에서 이렇게 전했다.
태조는 야반이 지난 4경에 승하하였고, 송황후는 환관 왕계은을 보내 진왕(秦王) 조덕방을 불러 황위를 계승시키려 했다. 그런데 왕계은은 무슨 생각에서인지 진왕(晋王)저로 갔고, 머뭇거리는 진왕을 내몰아 입궁시켰다. 아들(친자는 아니고 계자)을 기다리던 황후는 시동생을 보자마자 질겁하며 “우리 모자의 목숨은 오로지 그대 한 사람의 손에 달렸다”고 통곡했다. 그러자 진왕도 눈물을 흘리며 “더불어 부귀를 지킬 테니 염려하지 말라”고 위로하고 태조의 관 앞에서 즉위하였다.
태종의 후손들이 황위에 앉아 있는 상태에서 사마광은 태종의 행위를 애써 변호하고 있지만, 그럼에도 송황후의 말을 빌어 굉장히 의심스럽다는 의견을 전하고 있다. 실제로 송황후가 훗날 죽자 선제의 황후의 격에 맞는 장례가 치러지지 않았다.
미야자키 이치사다 등 연구자들은 진교의 변에서 보듯 태조가 원래 과음하는 사람이었고, 소위 촉영부영도 뇌일혈 등에 의한 급사가 아니었겠냐는 설을 제기하기도 했다.
이후 송나라의 황위는 정강의 변으로 북송이 망할 때까지 태종의 후손들이 이었다. 정강의 변 때 송 고종이 건강(현재의 남경)으로 달아나 남송을 세웠는데, 황통과 가까운 황족들은 고종 본인을 빼고는 모조리 금나라 병사들에게 끌려갔다. 고종의 독자 조부(趙旉)는 어려서 죽었고 다른 아들이 없었기에 태조의 후손 조백종을 황사로 삼았다. 그가 곧 송 효종이다. 